# 어널래스카목걸이레밍
어널래스카목걸이레밍(Dicrostonyx unalascensis)은 비단털쥐과에 속하는 설치류의 일종이다. 미국 알래스카주 알류샨 열도의 두 섬 움나크섬과 어널래스카섬에서 발견된다. 자연 서식지는 툰드라 지역이다.